# Physotrichia atropurpurea
Physotrichia atropurpurea là một loài thực vật có hoa trong họ Hoa tán. Loài này được (C.Norman) Cannon miêu tả khoa học đầu tiên năm 1978.